# Ataraxie
Ataraxie (Αταραξία) is een Griekse term, gebruikt door Pyrrho en Epicurus, die het ideaal van zielsrust beschrijft. Het gaat dan om een onverstoorbare staat die zich kenmerkt door vrijheid van zorgen, affectieloosheid en emotionele gelatenheid. Volgens Epicurus is het de eerste stap om hêdonê (genot) - wat volgens zijn leer het hoogste goed is - te bereiken. In de moderne psychologie en filosofie wordt de toestand van ataraxie beschreven met de term gelijkmoedigheid.

## Ataraxia in populaire cultuur
- De hoofdpersoon "Slevin" in de film Lucky Number Slevin zegt aan ataraxia te lijden, wat hij omschrijft als — "a condition characterised by freedom from worry or any other preoccupation".

- Ataraxia is een Italiaanse experimentele darkwave-formatie.

- "Ataraxia" is de titel van een nummer van de experimentele rockgroep "Team Sleep".